# Palagruža
Palagruža (em italiano:  Pelagosa) é um pequeno arquipélago da Croácia, composto pelas ilhas Vela (grande) e Mala (pequena) Palagruža, e mais 13 escolhos, situada no meio do Mar Adriático, mais próximo da Itália do que da Croácia, e a 68 milhas marítimas a sul de Split e 26 a sul da ilha Lastovo. Habitualmente quando se refere a Palagruža está-se a falar de Vela Palagruža.
Não há nenhuma fonte de água potável na ilha.

## História
Na ilha Vela Palagruža há uma estação arqueológica que documenta a longa presença humana desde os tempos do neolítico. Do período grego clássico Século XI a.C. que identifica a ilha como a do herói homérico Diomedes, foram encontrados vários fragmentos de cerâmica com o seu nome pintado.
Está igualmente referenciada pelos romanos, e nos manuais de navegação medievais. Apesar da sua localização estratégica, Palagruža é facilmente identificável do mar, e não dá grande abrigo, uma vez que as suas três baías são varridas pelos ventos.
Os monges Beneditinos construíram um mosteiro por volta do século VII ou IX.
Confirmada está a presença, na quarta-feira de cinzas em 9 de março de 1177, do Papa Alexandre III quando navegava com uma frota de dez galeras com destino a Veneza. O Papa jantou num local que ficou conhecido, a partir daí, como "Papina njiva" (o campo do Papa).
A ilha era também o destino dos pescadores de Vis (it. Lissa) e Komiža (it. Comisa), que navegavam com as suas Gajeta falkusa até à ilha e aí montavam acampamentos temporários enquanto pescavam sardinha.
Dada a sua localização não é de estranhar que nas suas águas se encontram destroços, tais como o do vapor "Papak", afundado 3 milhas ao sul da ilha, no mesmo local onde uma galera medieval encontrou o seu final.

## O Farol
O farol de Palagruža foi construído em 1875, e é o mais alto do Mar Adriático. O farol foi em parte construído com pedra retirada da própria ilha, mas devido à sua dureza, os construtores optaram por trazer a maior parte da pedra da ilha de Brač.
O mecanismo que regula o feixe luminoso foi construído em 1873 em Paris por Henry Epoulte, ainda está em uso. A energia é obtida através de painéis solares complementados por um gerador a gasolina.

## Fauna e Flora
As águas em redor da ilha são particularmente ricas, e estão entre as mais ricas do mar Adriático, o que as faz um paraíso para os mergulhadores.
Em terra, a ilha é uma reserva natural, com 220 espécies de flora e 120 de fauna, muitas das quais são endémicas.